# Plagiochila repanda
Plagiochila repanda là một loài rêu tản trong họ Plagiochilaceae. Loài này được (Schwägr.) Dumort. miêu tả khoa học lần đầu tiên năm 1841.